# Snoopy (Film)
Snoopy (Originaltitel Snoopy Come Home), in manchen deutschen Fernsehausstrahlungen auch Snoopy kommt nach Hause, ist ein US-amerikanischer Zeichentrickfilm aus dem Jahr 1972. Er ist der zweite auf den Peanuts-Comics basierende Spielfilm nach Charlie Brown und seine Freunde und handelt von der nicht immer einfachen Reise des titelgebenden Hundes sowie seines Freundes Woodstock zu seiner ehemaligen Besitzerin.
Mit Snoopy wollte das Team um den Peanuts-Erfinder Charles M. Schulz eine im Gegensatz zu den vorangegangenen Filmen kommerziellere Produktion drehen. Deswegen wurden für die Musik die Sherman-Brüder beauftragt, ein für seine Zusammenarbeiten mit Disney bekanntes Komponisten-Duo.
Snoopy kam in den USA am 9. August 1972 in die Kinos und war am 5. November 1976 erstmals im Fernsehen zu sehen. In der Bundesrepublik Deutschland erfolgte die Kinoveröffentlichung am 15. Dezember 1972.

## Handlung
Snoopy verbringt zusammen mit Charlie Brown und dessen Freunden einen Tag am Strand. Dort freundet er sich mit Peppermint Patty an, die ihn für einen seltsam aussehenden Jungen hält. Zuhause merkt Charlie während einer Monopoly-Partie mit den anderen, dass sich Snoopy verspätet, was ihn verärgert, da dies oft vorkommt. Als Snoopy schließlich nach Hause kommt, wird er von Charlie für sein Verhalten kritisiert, nimmt aber lediglich sein teures Halsband ab, um seinen Besitzer zum Schweigen zu bringen.
Am nächsten Tag will sich Snoopy mit Patty am Strand treffen, dort wurde aber über Nacht ein Hunde verboten-Schild aufgestellt, weswegen Snoopy gehen muss und Patty glaubt, von ihm versetzt worden zu sein. Snoopy beschließt, stattdessen eine Bibliothek zu besuchen, wo Hunde ebenfalls nicht gestattet sind. Zuhause prügelt er sich mit Linus um dessen Schmusedecke. Anschließend liefert er sich auch mit Lucy eine Schlägerei, die er gewinnt und Lucy anschließend küsst, was diese wegen seiner „Hundebazillen“ entsetzt. 
Später erhält Snoopy einen Brief von einem Mädchen namens Lila. Sie liegt im Krankenhaus und bittet ihn, sie zu besuchen, da ihr sonst niemand Gesellschaft leiste. Snoopy macht sich sofort mit Woodstock auf den Weg, ohne sich von Charlie zu verabschieden, sondern drückt ihm lediglich den Brief in die Hand. Da Charlie keine Ahnung hat, wer Lila ist, stellt Linus Nachforschungen an. Er findet heraus, dass Lila Snoopys erste Besitzerin war. Ihre Eltern gaben ihn als Welpen der Hundefarm zurück, auf der er aufwuchs. Dort kaufte ihn wenige Monate später Charlie, der während Linus’ Erklärungen mehrere Ohnmachtsanfälle bekommt.
Unterdessen haben Snoopy und Woodstock auf ihrem Weg mit etlichen Hunde verboten-Schildern (im Original von einer tiefen Gesangsstimme begleitet No dogs allowed) zu kämpfen, weswegen sie weder den Bus noch den Zug nehmen können. Als Snoopy in einem Garten das Mädchen Clara nach dem Weg fragen will, wird er von ihr überschwänglich umarmt und an einen Zaunpfahl angebunden. Nachdem sie auch den „Papagei“ Woodstock einfängt und in einen Vogelkäfig sperrt, gibt sie ihrem neuen „Schäferhund“ den Namen Rex und bringt ihn zum Tierarzt. Dort kann Snoopy fliehen und kehrt zum Haus zurück, um Woodstock zu befreien. Die beiden liefern sich mit Clara eine Verfolgungsjagd, während der sie mit dem Kopf in einem Goldfischglas stecken bleibt, was ihnen die Flucht ermöglicht. Später verbringen sie die Nacht in einem Vogelnest.
Tags darauf erreichen Snoopy und Woodstock schließlich die Klinik, zu der weder Hunde noch Vögel Zutritt haben. Sie schaffen es aber, Lila zu besuchen und mit ihr Zeit zu verbringen. Sie bittet Snoopy, wieder bei ihr zu wohnen. Er lehnt zunächst ab, ändert aber seine Meinung, als er sieht, wie traurig sie ohne ihn ist. Vorher will er sich noch von Charlie und seinen Freunden verabschieden. Er verteilt seine Besitztümer per diktiertem Brief, wobei Charlie lediglich beste Wünsche erhält. Während einer Party zu Ehren von Snoopy erhält dieser von allen Gästen einen Knochen, Charlie bricht dabei in Tränen aus. Die anderen einschließlich Snoopy tun ihm dies gleich, während sie gemeinsam zu Klavierbegleitung von Schroeder It’s a Long Way to Tipperary singen.
Morgens begibt sich Snoopy nach einem letzten Treffen mit Woodstock zu Lilas Wohnhaus. Dort stellt er erfreut fest, dass Hunde im Gebäude nicht erlaubt sind. Als er Lila das Schild zeigt, muss sie ihn gehen lassen, worauf er zu Charlie zurückkehrt. Nachdem er dort von den anderen jubelnd empfangen wird, fordert er sie in einem neuen Brief auf, seine Besitztümer zurückzugeben. Charlies Freunde gehen daraufhin wütend, er folgt ihnen wenig später frustriert. Der Film endet schließlich mit Woodstock an der Schreibmaschine, der den von Snoopy diktierten Abspann tippt.

## Besetzung und Synchronisation
Die deutsche Synchronfassung entstand bei der Ultra-Film, Berlin. Andrea Wagner schrieb das Dialogbuch, Friedbert Cierpka führte Regie und Heinrich Riethmüller übernahm die musikalische Leitung.
| Figur            | Originalsprecher    | Deutscher Sprecher                        |
| ---------------- | ------------------- | ----------------------------------------- |
| Snoopy           | Bill Meléndez       | O-Ton                                     |
| Woodstock        | Bill Meléndez       | O-Ton                                     |
| Charlie Brown    | Chad Webber         | Carsten Dobe                              |
| Lucy van Pelt    | Robin Kohn          | Madeleine Stolze                          |
| Linus van Pelt   | Stephen Shea        | Steffen Müller                            |
| Schroeder        | David Carey         | Benjamin Völz Hannes Maurer (Nachsynchro) |
| Lila             | Johanna Baer        | Ina Patzlaff                              |
| Sally Brown      | Hilary Momberger    | Katharina Otto                            |
| Peppermint Patty | Christopher DeFaria | Janina Richter                            |
| Clara            | Linda Ercoli        | Claudia Marnitz                           |
| Frieda           | Linda Mendelson     | ?                                         |

## Produktion
Die Handlung des Films basiert auf mehreren Peanuts-Comicstrips von Charles M. Schulz aus dem Jahr 1968, in denen der Hund seine ehemalige Besitzerin Lila im Krankenhaus besucht. Zudem ist das Mädchen Clara, das ihn im Film behalten will, nachdem er ihren Garten betreten hat, an eine namenlose Figur aus einem Strip von 1970 angelehnt. Diese fesselt den Beagle, nachdem er sie nach dem Weg gefragt hat, in ihrem Garten. Am nächsten Tag hört Charlie seine Hilferufe und befreit ihn. Snoopy stellt zudem das Leinwanddebüt der Figur Woodstock dar.
Mit Snoopy wollte Schulz erstmals einen eher kommerziellen Film nach dem Vorbild von Disney produzieren, der sich klar von den bisherigen Peanuts-Fernsehfilmen sowie dem ersten Spielfilm Charlie Brown und seine Freunde abheben sollte. Deswegen engagierte er nicht den Stammkomponisten Vince Guaraldi, der für die Musik aller vorherigen und bis zu seinem Tod 1976 auch nachfolgenden Peanuts-Produktionen verantwortlich war. Um diese Aufgabe kümmerten sich stattdessen die Sherman-Brüder, die oft mit Disney zusammenarbeiteten, beispielsweise für Aristocats, Das Dschungelbuch und Mary Poppins. Die Shermans wollten wie schon in Mary Poppins die Handlung mithilfe der Lieder vorantreiben, wobei Fundamental Friend  Dependability ähnlich wie Supercalifragilisticexpialigetisch entstand. Laut Richard Sherman reihte er mit seinem Bruder einfach mehrere Wörter aneinander, die zur in ihrer „Freundschaft“ mit Snoopy übereifrigen und schnell sprechenden Figur Clara gut passten. Auf dem Soundtrack des Films sind unter anderem die damals populären Musiker Shelby Flint und Thurl Ravenscroft zu hören.

## Veröffentlichung
Snoopy kam am 9. August 1972 in die US-amerikanischen Kinos. Trotz der in den Vereinigten Staaten großen Popularität des Comics war der Film dort ein Flop. Dies lag wahrscheinlich am fehlenden Marketing, ausgelöst durch das bereits vor dem Kinostart beschlossene Aus der Produktionsfirma Cinema Center Films. Diese wurde 1967 vom Peanuts-Stammsender CBS gegründet und bereits nach fünf Jahren wegen niedriger Einspielergebnisse wieder aufgelöst.
In den USA wurde der Film am 5. November 1976 erstmals auf CBS im Fernsehen ausgestrahlt. Snoopy Come Home wurde von 1985 bis 2001 von 20th Century Fox Home Entertainment beziehungsweise Paramount Home Entertainment auf der RCA-Bildplatte SelectaVision, Laserdisc und VHS veröffentlicht. Paramount gab die Produktion 2006 als DVD heraus, 2016 zusammen mit Charlie Brown und seine Freunde im Blu-ray-Format.
In der Bundesrepublik Deutschland wurde Snoopy am 15. Dezember 1972 in den Kinos veröffentlicht und ist als DVD sowie bei verschiedenen Diensten als Video-on-Demand erhältlich.

## Rezeption
In der Internet Movie Database erreichte der Film eine Bewertung von 7,4 von zehn Sternen basierend auf 4.478 abgegebenen Stimmen. Auf Rotten Tomatoes beträgt die Kritikerwertung 93 Prozent basierend auf 14 Kritiken, der Zuschauerwert 84 Prozent basierend auf 173 Bewertungen.
Howard Thompson lobte die Produktion in der The New York Times als lebhaft, clever und urkomisch. Der Film eigne sich perfekt für junge Zuschauer, da er weder zu zahm noch zu übertrieben sei. Thompson äußerte sich auch positiv über die schönen Hintergründe, comichafte Animation sowie die lustigen Szenen, die das Publikum konstant zum Schmunzeln bringen würden. Roger Ebert beschrieb den Film für die Chicago Sun-Times als schizophren. Die traurigen Szenen seien fürs junge Publikum deprimierend, während langgezogene Sequenzen Erwachsene langweilten. Die Comicvorlage bediene sich einer Art von subtilem Humor, der hauptsächlich Erwachsene anspreche. Jedoch sei Snoopy eher ein Kinderfilm, wodurch viele typische Merkmale von Schulz verloren gingen, allerdings seien manche Szenen dennoch nett anzusehen. Der Filmdienst bezeichnete die Produktion als vergnüglich-nette Unterhaltung für Kinder mit mitunter hintergründigen Gags. Die Prisma urteilte, dass Snoopy eigentlich die menschlichste Figur in der wunderbaren, witzigen und manchmal gar herzergreifenden Zeichentrick-Geschichte sei. Laut der Cinema gehe die stellenweise richtig traurige Comicverfilmung ans Herz.

## Nominierung
1972 wurde der Soundtrack des Films für einen Grammy in der Kategorie Bestes Kinderalbum nominiert.